# Pery Ferroviário Esporte Clube
Pery Ferroviário Esporte Clube, também conhecido como Pery Ferroviário ou Pery, é um time de futebol brasileiro da cidade de Mafra, Santa Catarina.

## História
Fundado em 18 de setembro de 1920 com o nome de Pery Sport Club mudando o nome para Pery Ferroviário Esporte Clube em 1938. Disputou por 14 edições a divisão principal do Campeonato Catarinense de Futebol, sendo vice-campeão em 1939. Sua torcida o batizou de Leão da Fronteira, já que Mafra localiza-se no norte catarinense, às margens do rio Negro e fazendo divisa com o Paraná.
Em 1936 o Pery Ferroviário ganho a alcunha de Leão da Fronteira. O time atuava havia 17 anos, mas numa tarde qualquer de 1936, ao empatar em 5 gols contra o  Rio  Negrinho, é que a equipe de empregados da Viação Férrea caiu definitivamente no gosto dos fãs. Até aos 25 minutos finais, o placar apontava 5 a 0 para os adversários. “o Pery Ferroviário sempre teve seus cobras e finos, como eram chamados os craques da época”, reconta um emocionado Rivadávia Pereira, 66 anos, o Zagallo do Norte catarinense, que defendeu as cores verde e branco do time mafrense entre os anos 50 e 60.
Setenta anos após sua fundação, entretanto, o Pery Ferroviário praticamente se resume às lembranças de ex-jogadores e dirigentes, além das poucas fotos e troféus (de um total de 300 taças) que teimam em permanecer no que restou da cede, no Centro da cidade de Mafra. No auge, a agremiação tinha centenas de sócios (uma mensalidade vinha descontada no salário dos ferroviários de SC e do PR), um bom gramado e uma piscina de ponta. “Até a Vera Fischer nadou aqui”, ilustra Pereira, hoje um pacato senhor que se comove imensamente ao relembrar antiguidades do time que aprendeu a admirar ainda criança, quando seu irmão Silvio integrava o elenco do Pery Ferroviário, que levou este nome em homenagem ao índio estilizado pelo escritor José de Alencar.
Infra-estrutura satisfatória à parte, o Pery Ferroviário não era um clube rico. “ao final do jogo, não sobrava para nós nem as camisetas, que eram reutilizadas”, disse Melchíades Rosa, o Kid, 55, que garanter ter defendido o clube mafrense em todas as posições possíveis, exceto no gol. Agora, pouco há: a piscina está desativada, sócios são escassos (aproximadamente 40 em 2000) e o estádio Ildefonso Mello é só um arremeado do que já simbolizou – arquibancadas desmontadas, casamatas quebradas, vestiários alagados e gramado esburacado. Eventualmente, alguma promoção social é organizada por obra do seu presidente, Orlando Reis. Para piorar tudo, resume Reis, uma dívida trabalhista de R$30 mil, a ser paga em 6 anos, minguou as possibilidades de reerguer naturalmente o Pery Ferroviário.
“Qualquer um que desejar investir no clube é bem vindo”, arremata Reis, tentando levantar o Leão da Fronteira à base de colaboradores, a exemplo do que aconteceu na década de 20, quando 24 ferroviários, em suas horas de folga, derrubavam imbuías e guaviroveiras para dotar Mafra de um campo de futebol. Em 1937 o antigo Operário, juntamente com o Pery Ferroviário, América e Rio Negro ambas de Mafra, Três Barras de Três Barras, Canoinhas de Canoinhas e Bandeirantes de São Bento do Sul fundam em Mafra a Liga Esportiva Catarinense - LEC.

## Títulos
| INTERESTADUAIS          | INTERESTADUAIS                             | INTERESTADUAIS | INTERESTADUAIS                                                                      |
|                         | Competição                                 | Títulos        | Temporadas                                                                          |
| ----------------------- | ------------------------------------------ | -------------- | ----------------------------------------------------------------------------------- |
| Santa Catarina · Paraná | Taça Alexandre Gutierrez                   | 1              | 1936                                                                                |
| Santa Catarina · Paraná | Taça do Trabalho                           | 1              | 1934                                                                                |
| ESTADUAIS               |                                            |                |                                                                                     |
|                         | Competição                                 | Títulos        | Temporadas                                                                          |
| Santa Catarina          | Campeonato Catarinense da Zona Norte - ACD | 1              | 1939                                                                                |
| REGIONAIS               |                                            |                |                                                                                     |
|                         | Competição                                 | Títulos        | Temporadas                                                                          |
| Santa Catarina          | Campeonato Regional da Zona Norte - LEC    | 9              | 1937, 1939, 1940, 1941, 1942, 1943, 1955, 1957 e 1960                               |
|                         | Campeonato Municipal                       | 14             | 1929, 1933, 1934, 1936, 1937, 1939, 1940, 1941, 1942, 1943, 1955, 1957, 1960 e 1969 |
| Santa Catarina          | Torneio Incio da Liga Corupaense           | 1              | 1969                                                                                |
| Santa Catarina          | Taça Pérola                                | 1              | 1940                                                                                |
| Santa Catarina          | Torneio Festival da América                | 1              | 1939                                                                                |

### Destaques
Campeonato Catarinense 2 vices 1936 e 1939
 Campeonato Catarinense da Zona Oeste - LEOC 1 vice 1960
 Campeonato Catarinense da Zona Norte - ACD 5 vices 1936, 1937, 1940, 1941 e 1943

## Participações em estaduais

### Campeonato Catarinense 3º Divisão
| Ano  | Posição |
| 2006 | 5º      |

### Campeonato Catarinense 1º Divisão
| Ano  | Posição |
| 1965 | ?       |
| 1964 | ?       |
| 1960 | ?       |
| 1957 | ?       |
| 1955 | ?       |
| 1943 | 4º      |
| 1942 | 7º      |
| 1941 | 4º      |
| 1940 | 3º      |
| 1939 | 2º      |
| 1937 | 3º      |
| 1936 | 2º      |
| 1933 | ?       |
| 1929 | 3º      |

### Trajetória
- 1920 - O clube é fundado em Mafra, então um importante entroncamento ferroviário catarinense. Aos domingos, um grupo de funcionários da Viação Férrea começa a jogar num campo improvisado ao lado do galpão das locomotivas.
- 1925 - O time aplica 12 a 0 no Rio Negrinho.
- 1934 - Campeão da Taça Trabalho, ao derrotar o União, de União da Vitória (PR), por 3 a 1.
- 1936 – O clube é vice-campeão estadual. Em seguida, ao vencer o Grêmio, de Curitiba (PR), leva a Taça Alexandre Gutierrez.
- 1939 – O Pery sagra-se novamente vice-campeão de SC. Ganha o Torneio Festival  da América, ao passar pelo América, de Joinville, por 4 a 2.
- 1940 – Ganha a Taça Pérola, ao vencer o Canoinhas, por 8 a 0, num jogo disputado em Mafra.
- 1957 – Campeão municipal invicto.
- 1969 – Campeão do Torneio Início da Liga Corupaense.
- 1970 – A partir desta data, com a lenta falência do sistema férreo, o Pery inicia sua queda.
- 2006 - Disputa o Campeonato Catarinense de Futebol Profissional da Divisão de Acesso, obtendo a quinta colocação geral.

### Rivalidade Pery x Operário
Em 1961 houve um clássico Pery Feroviário x Operário, também de Mafra. Estava 1 a 0 no primeiro tempo para o Pery Feroviárioquando o juiz marcou um pênalti. Aí o Jogador Melchíades Rosa do Pery Feroviário, chamou o juiz de ladrão e foi expulso. Até a polícia precisou ser chamada para que o jogador deixasse o campo pelo lado da torcida do Operário. O estádio estava cheio. Na seqüência o jogador ainda agrediu o policial que disparou dois tiros, que por sorte não acertarão ninguém. O jogador saiu correndo em zigue-zague. Em segui dois policiais pegaram o jogador que ainda acertou um soco em um deles. A partida virou uma confusão. Na época não existia cartão amarelo nem vermelho. O Juiz acabou tendo que chamar o Exército para terminar com a pancadaria e a partida terminou ali mesmo.